# Fator de alongamento de tradução eucariótica 1 alfa 1
O fator de alongamento de tradução eucariótica 1 alfa 1 (eEF1a1) é uma proteína que em humanos é codificada pelo gene EEF1A1.